# Opisthopsis respiciens
Opisthopsis respiciens é uma espécie de formiga do gênero Opisthopsis, pertencente à subfamília Formicinae.